# Robert Latham Owen
Pour les articles homonymes, voir Owen.
Robert Latham Owen (2 février 1856 – 19 juillet 1947) est un avocat et homme politique américain d'ascendance cherokee par sa mère. En 1907, il est avec Thomas P. Gore (en) l'un des deux premiers sénateurs des États-Unis pour l'Oklahoma et est réélu à ce poste à deux reprises, en 1912 et 1918.

## Biographie
Robert Latham Owen est né à Lynchburg en Virginie, fils de Robert Latham Owen, Sr. et de Narcissa Chisholm en partie cherokee. Il sort diplômé de l'université Washington et Lee en 1877. Après la mort de son père deux ans plus tard, il s'installe avec sa mère en territoire indien et s'implique au sein de la communauté cherokee.
Dans les années 1880, il étudie le droit et défend plusieurs causes pour les Amérindiens après son admission au barreau. Alors que l'Oklahoma s'apprête à devenir un État de l'Union, il se lance en politique et est élu en 1907 sénateur au Congrès des États-Unis en tant que démocrate. Réélu à deux reprises en 1912 et 1918, il ne se représente pas en 1925 et poursuit la pratique du droit à Washington.
Il meurt le 19 juillet 1947 à Washington.